# Abdullah Al-Rakib
Abdullah Al-Rakib, beng. আবদুল্লাহ আল রাকিব (ur. 2 grudnia 1980 w Narayanganj) – banglijski szachista, czwarty arcymistrz w historii Bangladeszu (tytuł otrzymał w 2007 roku).

## Kariera szachowa
Do ścisłej czołówki szachistów Bangladeszu należy od połowy lat 90. XX wieku. Pomiędzy 1994 a 2008 r. siedmiokrotnie wystąpił na szachowych olimpiadach.
W 2001 r. odniósł pierwszy międzynarodowy sukces, zdobywając pierwszą arcymistrzowską normę w trzecich indywidualnych mistrzostwach Azji, rozegranych w Kalkucie. Drugą normę wypełnił w 2004 r., zajmując II m. (za Nguyễn Anh Dũngiem) w kołowym turnieju w Dhace. W 2007 r. osiągnął kolejne sukcesy: zwyciężył w 33. indywidualnych mistrzostwach Bangladeszu (wypełniając trzecią i ostatnią normę na tytuł arcymistrza) oraz podzielił II m. (za Aleksiejem Driejewem, wspólnie z m.in. Ahmedem Adlym, Ziaurem Rahmanem, Enamulem Hossainem i Surya Gangulym) w otwartym turnieju w New Delhi.
Najwyższy ranking w dotychczasowej karierze osiągnął 1 stycznia 2009 r., z wynikiem 2535 punktów zajmował wówczas 1. miejsce wśród banglijskich szachistów.